# Megastethodon dettbarni
Megastethodon dettbarni är en insektsart som beskrevs av Schmidt 1927. Megastethodon dettbarni ingår i släktet Megastethodon och familjen spottstritar. Inga underarter finns listade i Catalogue of Life.